# مجمع واب
مجمع الواب، وهو موقع طبيعي للتراث العالمي لليونسكو يتواجد عبر الحدود في بنين وبوركينا فاسو والنيجر. منذ عام 2005، تعتبر المنطقة المحمية للحفاظ على الأسود. يغطي المجمع كل من:
- حديقة أرلي الوطنية في بوركينا فاسو
- متنزه بنجاري الوطني في بنين
- حديقة دبليو الوطنية في النيجر